# Frédéric Feydit (linguiste)
Frédéric Feydit, de son nom complet Frédéric Armand Feydit, né le 15 avril 1908 à Paris et mort le 11 mai 1991 dans cette même ville, est un linguiste français spécialiste de la langue arménienne.
Il fut de 1949 à 1977, à l'École des langues orientales de Paris, le huitième titulaire de la chaire d'arménien, créée en 1798 par le Directoire sur recommandation du général Bonaparte. Il y avait succédé à Georges Dumézil.

## Biographie
Il fait des études de Lettres et s'intéresse très jeune à la linguistique grâce à son professeur R. Grandsaignes d'Hauterives. À seize ans, il s'intéresse déjà aux études linguistiques, lorsqu'une famille arménienne vient habiter auprès de ses parents, et lui laisse à son départ Le Premier livre d'arménien de Kazandjian, et le Petit dictionnaire arménien-français de Yeghia Demirdjibachian. Élève de Frédéric Macler, il apprend l'arménien à l'École des langues orientales. Il poursuit ses études auprès d'Antoine Meillet à l'École pratique des hautes études et de Louis Mariès à l'Institut catholique. Entre 1933 et 1936, il séjourne à Venise au monastère des Mekhitaristes auprès des moines catholiques de l'île Saint-Lazare. Il y enseigne le français et poursuit ses études d'arménologie. Il épouse, en 1937, une Arménienne de Milan qui avait survécu au génocide.
De 1941 à 1949, il poursuit des recherches dans le cadre du CNRS. En 1949, il obtient la chaire d'arménien à l'École des langues orientales qui deviendra l'Institut national des langues et civilisations orientales (Inalco). Il jeta les bases de l'étude scientifique de l'arménien contemporain et compta parmi ses élèves plusieurs professeurs d'universités européennes et américaines ainsi que le Père Kolvenbach, général des jésuites. Sa traduction de l'épopée populaire arménienne David de Sassoun (Gallimard - UNESCO, 1964) fraya une voie très sûre dans l'étude des dialectes arméniens et permit aux traducteurs d'éclairer de nombreux points de mythologie et de culture arméniennes.
Frédéric Feydit a aussi milité pour la reconnaissance du génocide arménien. Il était membre de l'Académie arménienne de Saint-Lazare.

## Œuvre
Il est l'auteur de nombreux articles en français et en italien, de manuels de langue arménienne et de traduction dont celle de l'épopée arménienne David Sassoun.
Liste non-exhaustive :
- Grammaire de la langue arménienne (1935)
- Considérations sur l'alphabet de saint Mesrop (1964)
- Manuel de langue arménienne. Arménien occidental moderne (1969)
- Les amulettes de l'Arménie chrétienne (1986)